# Wassili Iwanowitsch Gordijenko
Wassili Iwanowitsch Gordijenko (russisch Василий Иванович Гордиенко, engl. Transkription Vasiliy Gordiyenko; * 14. Mai 1914; Todesdatum unbekannt) war ein sowjetischer Marathonläufer.
Nach einem dritten Platz 1945 und einem zweiten 1946 wurde er 1947 Sowjetischer Meister in 2:37:00 h. 1948 steigerte er sich zwar auf 2:32:24 h, musste sich jedoch Feodossi Wanin geschlagen geben, der mit 2:31:55 h die drittschnellste Zeit des Jahres lief. 1949 wurde er mit 2:34:50 h zum zweiten Mal Sowjetischer Meister.
1950 wurde Gordijenko mit der zweitschnellsten Zeit des Jahres von 2:29:21 h Sowjetischer Vizemeister hinter Wanin in 2:29:10 h. Beide starteten bei den Leichtathletik-Europameisterschaften in Brüssel, wo Gordijenko Fünfter in 2:34:37 h wurde, knapp eine Minute hinter Bronzemedaillengewinner Wanin.